# Освобождение поля
|   | a | b | c | d | e | f | g | h |   |
| - | --- | --- | --- | --- | --- | --- | --- | --- | - |
| 8 | d8 чёрный конь · a7 чёрная пешка · b7 чёрная пешка · f7 чёрная пешка · e6 чёрный король · h6 чёрная пешка · b5 белая пешка · c5 белая пешка · e5 чёрная пешка · e4 белый конь · f4 белая пешка · a3 белая пешка · b3 чёрный слон · e3 белый король · g2 белый слон · h2 белая пешка | d8 чёрный конь · a7 чёрная пешка · b7 чёрная пешка · f7 чёрная пешка · e6 чёрный король · h6 чёрная пешка · b5 белая пешка · c5 белая пешка · e5 чёрная пешка · e4 белый конь · f4 белая пешка · a3 белая пешка · b3 чёрный слон · e3 белый король · g2 белый слон · h2 белая пешка | d8 чёрный конь · a7 чёрная пешка · b7 чёрная пешка · f7 чёрная пешка · e6 чёрный король · h6 чёрная пешка · b5 белая пешка · c5 белая пешка · e5 чёрная пешка · e4 белый конь · f4 белая пешка · a3 белая пешка · b3 чёрный слон · e3 белый король · g2 белый слон · h2 белая пешка | d8 чёрный конь · a7 чёрная пешка · b7 чёрная пешка · f7 чёрная пешка · e6 чёрный король · h6 чёрная пешка · b5 белая пешка · c5 белая пешка · e5 чёрная пешка · e4 белый конь · f4 белая пешка · a3 белая пешка · b3 чёрный слон · e3 белый король · g2 белый слон · h2 белая пешка | d8 чёрный конь · a7 чёрная пешка · b7 чёрная пешка · f7 чёрная пешка · e6 чёрный король · h6 чёрная пешка · b5 белая пешка · c5 белая пешка · e5 чёрная пешка · e4 белый конь · f4 белая пешка · a3 белая пешка · b3 чёрный слон · e3 белый король · g2 белый слон · h2 белая пешка | d8 чёрный конь · a7 чёрная пешка · b7 чёрная пешка · f7 чёрная пешка · e6 чёрный король · h6 чёрная пешка · b5 белая пешка · c5 белая пешка · e5 чёрная пешка · e4 белый конь · f4 белая пешка · a3 белая пешка · b3 чёрный слон · e3 белый король · g2 белый слон · h2 белая пешка | d8 чёрный конь · a7 чёрная пешка · b7 чёрная пешка · f7 чёрная пешка · e6 чёрный король · h6 чёрная пешка · b5 белая пешка · c5 белая пешка · e5 чёрная пешка · e4 белый конь · f4 белая пешка · a3 белая пешка · b3 чёрный слон · e3 белый король · g2 белый слон · h2 белая пешка | d8 чёрный конь · a7 чёрная пешка · b7 чёрная пешка · f7 чёрная пешка · e6 чёрный король · h6 чёрная пешка · b5 белая пешка · c5 белая пешка · e5 чёрная пешка · e4 белый конь · f4 белая пешка · a3 белая пешка · b3 чёрный слон · e3 белый король · g2 белый слон · h2 белая пешка | 8 |
| 7 | d8 чёрный конь · a7 чёрная пешка · b7 чёрная пешка · f7 чёрная пешка · e6 чёрный король · h6 чёрная пешка · b5 белая пешка · c5 белая пешка · e5 чёрная пешка · e4 белый конь · f4 белая пешка · a3 белая пешка · b3 чёрный слон · e3 белый король · g2 белый слон · h2 белая пешка | d8 чёрный конь · a7 чёрная пешка · b7 чёрная пешка · f7 чёрная пешка · e6 чёрный король · h6 чёрная пешка · b5 белая пешка · c5 белая пешка · e5 чёрная пешка · e4 белый конь · f4 белая пешка · a3 белая пешка · b3 чёрный слон · e3 белый король · g2 белый слон · h2 белая пешка | d8 чёрный конь · a7 чёрная пешка · b7 чёрная пешка · f7 чёрная пешка · e6 чёрный король · h6 чёрная пешка · b5 белая пешка · c5 белая пешка · e5 чёрная пешка · e4 белый конь · f4 белая пешка · a3 белая пешка · b3 чёрный слон · e3 белый король · g2 белый слон · h2 белая пешка | d8 чёрный конь · a7 чёрная пешка · b7 чёрная пешка · f7 чёрная пешка · e6 чёрный король · h6 чёрная пешка · b5 белая пешка · c5 белая пешка · e5 чёрная пешка · e4 белый конь · f4 белая пешка · a3 белая пешка · b3 чёрный слон · e3 белый король · g2 белый слон · h2 белая пешка | d8 чёрный конь · a7 чёрная пешка · b7 чёрная пешка · f7 чёрная пешка · e6 чёрный король · h6 чёрная пешка · b5 белая пешка · c5 белая пешка · e5 чёрная пешка · e4 белый конь · f4 белая пешка · a3 белая пешка · b3 чёрный слон · e3 белый король · g2 белый слон · h2 белая пешка | d8 чёрный конь · a7 чёрная пешка · b7 чёрная пешка · f7 чёрная пешка · e6 чёрный король · h6 чёрная пешка · b5 белая пешка · c5 белая пешка · e5 чёрная пешка · e4 белый конь · f4 белая пешка · a3 белая пешка · b3 чёрный слон · e3 белый король · g2 белый слон · h2 белая пешка | d8 чёрный конь · a7 чёрная пешка · b7 чёрная пешка · f7 чёрная пешка · e6 чёрный король · h6 чёрная пешка · b5 белая пешка · c5 белая пешка · e5 чёрная пешка · e4 белый конь · f4 белая пешка · a3 белая пешка · b3 чёрный слон · e3 белый король · g2 белый слон · h2 белая пешка | d8 чёрный конь · a7 чёрная пешка · b7 чёрная пешка · f7 чёрная пешка · e6 чёрный король · h6 чёрная пешка · b5 белая пешка · c5 белая пешка · e5 чёрная пешка · e4 белый конь · f4 белая пешка · a3 белая пешка · b3 чёрный слон · e3 белый король · g2 белый слон · h2 белая пешка | 7 |
| 6 | d8 чёрный конь · a7 чёрная пешка · b7 чёрная пешка · f7 чёрная пешка · e6 чёрный король · h6 чёрная пешка · b5 белая пешка · c5 белая пешка · e5 чёрная пешка · e4 белый конь · f4 белая пешка · a3 белая пешка · b3 чёрный слон · e3 белый король · g2 белый слон · h2 белая пешка | d8 чёрный конь · a7 чёрная пешка · b7 чёрная пешка · f7 чёрная пешка · e6 чёрный король · h6 чёрная пешка · b5 белая пешка · c5 белая пешка · e5 чёрная пешка · e4 белый конь · f4 белая пешка · a3 белая пешка · b3 чёрный слон · e3 белый король · g2 белый слон · h2 белая пешка | d8 чёрный конь · a7 чёрная пешка · b7 чёрная пешка · f7 чёрная пешка · e6 чёрный король · h6 чёрная пешка · b5 белая пешка · c5 белая пешка · e5 чёрная пешка · e4 белый конь · f4 белая пешка · a3 белая пешка · b3 чёрный слон · e3 белый король · g2 белый слон · h2 белая пешка | d8 чёрный конь · a7 чёрная пешка · b7 чёрная пешка · f7 чёрная пешка · e6 чёрный король · h6 чёрная пешка · b5 белая пешка · c5 белая пешка · e5 чёрная пешка · e4 белый конь · f4 белая пешка · a3 белая пешка · b3 чёрный слон · e3 белый король · g2 белый слон · h2 белая пешка | d8 чёрный конь · a7 чёрная пешка · b7 чёрная пешка · f7 чёрная пешка · e6 чёрный король · h6 чёрная пешка · b5 белая пешка · c5 белая пешка · e5 чёрная пешка · e4 белый конь · f4 белая пешка · a3 белая пешка · b3 чёрный слон · e3 белый король · g2 белый слон · h2 белая пешка | d8 чёрный конь · a7 чёрная пешка · b7 чёрная пешка · f7 чёрная пешка · e6 чёрный король · h6 чёрная пешка · b5 белая пешка · c5 белая пешка · e5 чёрная пешка · e4 белый конь · f4 белая пешка · a3 белая пешка · b3 чёрный слон · e3 белый король · g2 белый слон · h2 белая пешка | d8 чёрный конь · a7 чёрная пешка · b7 чёрная пешка · f7 чёрная пешка · e6 чёрный король · h6 чёрная пешка · b5 белая пешка · c5 белая пешка · e5 чёрная пешка · e4 белый конь · f4 белая пешка · a3 белая пешка · b3 чёрный слон · e3 белый король · g2 белый слон · h2 белая пешка | d8 чёрный конь · a7 чёрная пешка · b7 чёрная пешка · f7 чёрная пешка · e6 чёрный король · h6 чёрная пешка · b5 белая пешка · c5 белая пешка · e5 чёрная пешка · e4 белый конь · f4 белая пешка · a3 белая пешка · b3 чёрный слон · e3 белый король · g2 белый слон · h2 белая пешка | 6 |
| 5 | d8 чёрный конь · a7 чёрная пешка · b7 чёрная пешка · f7 чёрная пешка · e6 чёрный король · h6 чёрная пешка · b5 белая пешка · c5 белая пешка · e5 чёрная пешка · e4 белый конь · f4 белая пешка · a3 белая пешка · b3 чёрный слон · e3 белый король · g2 белый слон · h2 белая пешка | d8 чёрный конь · a7 чёрная пешка · b7 чёрная пешка · f7 чёрная пешка · e6 чёрный король · h6 чёрная пешка · b5 белая пешка · c5 белая пешка · e5 чёрная пешка · e4 белый конь · f4 белая пешка · a3 белая пешка · b3 чёрный слон · e3 белый король · g2 белый слон · h2 белая пешка | d8 чёрный конь · a7 чёрная пешка · b7 чёрная пешка · f7 чёрная пешка · e6 чёрный король · h6 чёрная пешка · b5 белая пешка · c5 белая пешка · e5 чёрная пешка · e4 белый конь · f4 белая пешка · a3 белая пешка · b3 чёрный слон · e3 белый король · g2 белый слон · h2 белая пешка | d8 чёрный конь · a7 чёрная пешка · b7 чёрная пешка · f7 чёрная пешка · e6 чёрный король · h6 чёрная пешка · b5 белая пешка · c5 белая пешка · e5 чёрная пешка · e4 белый конь · f4 белая пешка · a3 белая пешка · b3 чёрный слон · e3 белый король · g2 белый слон · h2 белая пешка | d8 чёрный конь · a7 чёрная пешка · b7 чёрная пешка · f7 чёрная пешка · e6 чёрный король · h6 чёрная пешка · b5 белая пешка · c5 белая пешка · e5 чёрная пешка · e4 белый конь · f4 белая пешка · a3 белая пешка · b3 чёрный слон · e3 белый король · g2 белый слон · h2 белая пешка | d8 чёрный конь · a7 чёрная пешка · b7 чёрная пешка · f7 чёрная пешка · e6 чёрный король · h6 чёрная пешка · b5 белая пешка · c5 белая пешка · e5 чёрная пешка · e4 белый конь · f4 белая пешка · a3 белая пешка · b3 чёрный слон · e3 белый король · g2 белый слон · h2 белая пешка | d8 чёрный конь · a7 чёрная пешка · b7 чёрная пешка · f7 чёрная пешка · e6 чёрный король · h6 чёрная пешка · b5 белая пешка · c5 белая пешка · e5 чёрная пешка · e4 белый конь · f4 белая пешка · a3 белая пешка · b3 чёрный слон · e3 белый король · g2 белый слон · h2 белая пешка | d8 чёрный конь · a7 чёрная пешка · b7 чёрная пешка · f7 чёрная пешка · e6 чёрный король · h6 чёрная пешка · b5 белая пешка · c5 белая пешка · e5 чёрная пешка · e4 белый конь · f4 белая пешка · a3 белая пешка · b3 чёрный слон · e3 белый король · g2 белый слон · h2 белая пешка | 5 |
| 4 | d8 чёрный конь · a7 чёрная пешка · b7 чёрная пешка · f7 чёрная пешка · e6 чёрный король · h6 чёрная пешка · b5 белая пешка · c5 белая пешка · e5 чёрная пешка · e4 белый конь · f4 белая пешка · a3 белая пешка · b3 чёрный слон · e3 белый король · g2 белый слон · h2 белая пешка | d8 чёрный конь · a7 чёрная пешка · b7 чёрная пешка · f7 чёрная пешка · e6 чёрный король · h6 чёрная пешка · b5 белая пешка · c5 белая пешка · e5 чёрная пешка · e4 белый конь · f4 белая пешка · a3 белая пешка · b3 чёрный слон · e3 белый король · g2 белый слон · h2 белая пешка | d8 чёрный конь · a7 чёрная пешка · b7 чёрная пешка · f7 чёрная пешка · e6 чёрный король · h6 чёрная пешка · b5 белая пешка · c5 белая пешка · e5 чёрная пешка · e4 белый конь · f4 белая пешка · a3 белая пешка · b3 чёрный слон · e3 белый король · g2 белый слон · h2 белая пешка | d8 чёрный конь · a7 чёрная пешка · b7 чёрная пешка · f7 чёрная пешка · e6 чёрный король · h6 чёрная пешка · b5 белая пешка · c5 белая пешка · e5 чёрная пешка · e4 белый конь · f4 белая пешка · a3 белая пешка · b3 чёрный слон · e3 белый король · g2 белый слон · h2 белая пешка | d8 чёрный конь · a7 чёрная пешка · b7 чёрная пешка · f7 чёрная пешка · e6 чёрный король · h6 чёрная пешка · b5 белая пешка · c5 белая пешка · e5 чёрная пешка · e4 белый конь · f4 белая пешка · a3 белая пешка · b3 чёрный слон · e3 белый король · g2 белый слон · h2 белая пешка | d8 чёрный конь · a7 чёрная пешка · b7 чёрная пешка · f7 чёрная пешка · e6 чёрный король · h6 чёрная пешка · b5 белая пешка · c5 белая пешка · e5 чёрная пешка · e4 белый конь · f4 белая пешка · a3 белая пешка · b3 чёрный слон · e3 белый король · g2 белый слон · h2 белая пешка | d8 чёрный конь · a7 чёрная пешка · b7 чёрная пешка · f7 чёрная пешка · e6 чёрный король · h6 чёрная пешка · b5 белая пешка · c5 белая пешка · e5 чёрная пешка · e4 белый конь · f4 белая пешка · a3 белая пешка · b3 чёрный слон · e3 белый король · g2 белый слон · h2 белая пешка | d8 чёрный конь · a7 чёрная пешка · b7 чёрная пешка · f7 чёрная пешка · e6 чёрный король · h6 чёрная пешка · b5 белая пешка · c5 белая пешка · e5 чёрная пешка · e4 белый конь · f4 белая пешка · a3 белая пешка · b3 чёрный слон · e3 белый король · g2 белый слон · h2 белая пешка | 4 |
| 3 | d8 чёрный конь · a7 чёрная пешка · b7 чёрная пешка · f7 чёрная пешка · e6 чёрный король · h6 чёрная пешка · b5 белая пешка · c5 белая пешка · e5 чёрная пешка · e4 белый конь · f4 белая пешка · a3 белая пешка · b3 чёрный слон · e3 белый король · g2 белый слон · h2 белая пешка | d8 чёрный конь · a7 чёрная пешка · b7 чёрная пешка · f7 чёрная пешка · e6 чёрный король · h6 чёрная пешка · b5 белая пешка · c5 белая пешка · e5 чёрная пешка · e4 белый конь · f4 белая пешка · a3 белая пешка · b3 чёрный слон · e3 белый король · g2 белый слон · h2 белая пешка | d8 чёрный конь · a7 чёрная пешка · b7 чёрная пешка · f7 чёрная пешка · e6 чёрный король · h6 чёрная пешка · b5 белая пешка · c5 белая пешка · e5 чёрная пешка · e4 белый конь · f4 белая пешка · a3 белая пешка · b3 чёрный слон · e3 белый король · g2 белый слон · h2 белая пешка | d8 чёрный конь · a7 чёрная пешка · b7 чёрная пешка · f7 чёрная пешка · e6 чёрный король · h6 чёрная пешка · b5 белая пешка · c5 белая пешка · e5 чёрная пешка · e4 белый конь · f4 белая пешка · a3 белая пешка · b3 чёрный слон · e3 белый король · g2 белый слон · h2 белая пешка | d8 чёрный конь · a7 чёрная пешка · b7 чёрная пешка · f7 чёрная пешка · e6 чёрный король · h6 чёрная пешка · b5 белая пешка · c5 белая пешка · e5 чёрная пешка · e4 белый конь · f4 белая пешка · a3 белая пешка · b3 чёрный слон · e3 белый король · g2 белый слон · h2 белая пешка | d8 чёрный конь · a7 чёрная пешка · b7 чёрная пешка · f7 чёрная пешка · e6 чёрный король · h6 чёрная пешка · b5 белая пешка · c5 белая пешка · e5 чёрная пешка · e4 белый конь · f4 белая пешка · a3 белая пешка · b3 чёрный слон · e3 белый король · g2 белый слон · h2 белая пешка | d8 чёрный конь · a7 чёрная пешка · b7 чёрная пешка · f7 чёрная пешка · e6 чёрный король · h6 чёрная пешка · b5 белая пешка · c5 белая пешка · e5 чёрная пешка · e4 белый конь · f4 белая пешка · a3 белая пешка · b3 чёрный слон · e3 белый король · g2 белый слон · h2 белая пешка | d8 чёрный конь · a7 чёрная пешка · b7 чёрная пешка · f7 чёрная пешка · e6 чёрный король · h6 чёрная пешка · b5 белая пешка · c5 белая пешка · e5 чёрная пешка · e4 белый конь · f4 белая пешка · a3 белая пешка · b3 чёрный слон · e3 белый король · g2 белый слон · h2 белая пешка | 3 |
| 2 | d8 чёрный конь · a7 чёрная пешка · b7 чёрная пешка · f7 чёрная пешка · e6 чёрный король · h6 чёрная пешка · b5 белая пешка · c5 белая пешка · e5 чёрная пешка · e4 белый конь · f4 белая пешка · a3 белая пешка · b3 чёрный слон · e3 белый король · g2 белый слон · h2 белая пешка | d8 чёрный конь · a7 чёрная пешка · b7 чёрная пешка · f7 чёрная пешка · e6 чёрный король · h6 чёрная пешка · b5 белая пешка · c5 белая пешка · e5 чёрная пешка · e4 белый конь · f4 белая пешка · a3 белая пешка · b3 чёрный слон · e3 белый король · g2 белый слон · h2 белая пешка | d8 чёрный конь · a7 чёрная пешка · b7 чёрная пешка · f7 чёрная пешка · e6 чёрный король · h6 чёрная пешка · b5 белая пешка · c5 белая пешка · e5 чёрная пешка · e4 белый конь · f4 белая пешка · a3 белая пешка · b3 чёрный слон · e3 белый король · g2 белый слон · h2 белая пешка | d8 чёрный конь · a7 чёрная пешка · b7 чёрная пешка · f7 чёрная пешка · e6 чёрный король · h6 чёрная пешка · b5 белая пешка · c5 белая пешка · e5 чёрная пешка · e4 белый конь · f4 белая пешка · a3 белая пешка · b3 чёрный слон · e3 белый король · g2 белый слон · h2 белая пешка | d8 чёрный конь · a7 чёрная пешка · b7 чёрная пешка · f7 чёрная пешка · e6 чёрный король · h6 чёрная пешка · b5 белая пешка · c5 белая пешка · e5 чёрная пешка · e4 белый конь · f4 белая пешка · a3 белая пешка · b3 чёрный слон · e3 белый король · g2 белый слон · h2 белая пешка | d8 чёрный конь · a7 чёрная пешка · b7 чёрная пешка · f7 чёрная пешка · e6 чёрный король · h6 чёрная пешка · b5 белая пешка · c5 белая пешка · e5 чёрная пешка · e4 белый конь · f4 белая пешка · a3 белая пешка · b3 чёрный слон · e3 белый король · g2 белый слон · h2 белая пешка | d8 чёрный конь · a7 чёрная пешка · b7 чёрная пешка · f7 чёрная пешка · e6 чёрный король · h6 чёрная пешка · b5 белая пешка · c5 белая пешка · e5 чёрная пешка · e4 белый конь · f4 белая пешка · a3 белая пешка · b3 чёрный слон · e3 белый король · g2 белый слон · h2 белая пешка | d8 чёрный конь · a7 чёрная пешка · b7 чёрная пешка · f7 чёрная пешка · e6 чёрный король · h6 чёрная пешка · b5 белая пешка · c5 белая пешка · e5 чёрная пешка · e4 белый конь · f4 белая пешка · a3 белая пешка · b3 чёрный слон · e3 белый король · g2 белый слон · h2 белая пешка | 2 |
| 1 | d8 чёрный конь · a7 чёрная пешка · b7 чёрная пешка · f7 чёрная пешка · e6 чёрный король · h6 чёрная пешка · b5 белая пешка · c5 белая пешка · e5 чёрная пешка · e4 белый конь · f4 белая пешка · a3 белая пешка · b3 чёрный слон · e3 белый король · g2 белый слон · h2 белая пешка | d8 чёрный конь · a7 чёрная пешка · b7 чёрная пешка · f7 чёрная пешка · e6 чёрный король · h6 чёрная пешка · b5 белая пешка · c5 белая пешка · e5 чёрная пешка · e4 белый конь · f4 белая пешка · a3 белая пешка · b3 чёрный слон · e3 белый король · g2 белый слон · h2 белая пешка | d8 чёрный конь · a7 чёрная пешка · b7 чёрная пешка · f7 чёрная пешка · e6 чёрный король · h6 чёрная пешка · b5 белая пешка · c5 белая пешка · e5 чёрная пешка · e4 белый конь · f4 белая пешка · a3 белая пешка · b3 чёрный слон · e3 белый король · g2 белый слон · h2 белая пешка | d8 чёрный конь · a7 чёрная пешка · b7 чёрная пешка · f7 чёрная пешка · e6 чёрный король · h6 чёрная пешка · b5 белая пешка · c5 белая пешка · e5 чёрная пешка · e4 белый конь · f4 белая пешка · a3 белая пешка · b3 чёрный слон · e3 белый король · g2 белый слон · h2 белая пешка | d8 чёрный конь · a7 чёрная пешка · b7 чёрная пешка · f7 чёрная пешка · e6 чёрный король · h6 чёрная пешка · b5 белая пешка · c5 белая пешка · e5 чёрная пешка · e4 белый конь · f4 белая пешка · a3 белая пешка · b3 чёрный слон · e3 белый король · g2 белый слон · h2 белая пешка | d8 чёрный конь · a7 чёрная пешка · b7 чёрная пешка · f7 чёрная пешка · e6 чёрный король · h6 чёрная пешка · b5 белая пешка · c5 белая пешка · e5 чёрная пешка · e4 белый конь · f4 белая пешка · a3 белая пешка · b3 чёрный слон · e3 белый король · g2 белый слон · h2 белая пешка | d8 чёрный конь · a7 чёрная пешка · b7 чёрная пешка · f7 чёрная пешка · e6 чёрный король · h6 чёрная пешка · b5 белая пешка · c5 белая пешка · e5 чёрная пешка · e4 белый конь · f4 белая пешка · a3 белая пешка · b3 чёрный слон · e3 белый король · g2 белый слон · h2 белая пешка | d8 чёрный конь · a7 чёрная пешка · b7 чёрная пешка · f7 чёрная пешка · e6 чёрный король · h6 чёрная пешка · b5 белая пешка · c5 белая пешка · e5 чёрная пешка · e4 белый конь · f4 белая пешка · a3 белая пешка · b3 чёрный слон · e3 белый король · g2 белый слон · h2 белая пешка | 1 |
|   | a | b | c | d | e | f | g | h |   |

Освобожде́ние по́ля — тактический приём, позволяющий освободить необходимое для другой фигуры поле.
В шахматной композиции освобождение поля для короля называется разблокированием. Как тема в задаче освобождение поля часто сочетается с жертвой фигуры — т. н. освобождающая жертва.